# Engelmayr Angelus
Engelmayr Angelus (18. század) író
Emlékét mindössze két, Nagyszombatban illetve Kassán kiadott munkája őrzi:
1. Series impedimentorum matrimonii juxta principia theologiae moralis, et juris pontificii ordinata, et divulgat. Tyrnaviae, 1770
2. Homo Dei seu: proprius hominis in quantum homo est, character. Devotis auditoribus oblatus, quem magister suo discipulo argumentis naturalibus impressit et industriosa constructione expressit… Cassoviae, év n.